# Cường Lợi, Đình Lập
Cường Lợi là một xã thuộc huyện Đình Lập, tỉnh Lạng Sơn, Việt Nam.
Xã Cường Lợi có diện tích 77,96 km², dân số năm 1999 là 1.456 người, mật độ dân số đạt 19 người/km².
Theo thống kê năm 2019, xã Cường Lợi có diện tích 77,96 km², dân số là 1.440 người, mật độ dân số đạt 19 người/km².